# Río Vit
El río Vit, también Vid (en búlgaro, Вит; en latín, Utus), es un río en la parte central de Bulgaria septentrional con una longitud de 189 km. Es un afluente del río Danubio. La fuente del Vit está en Stara Planina, por debajo del pico Vezhen a una altitud de 2.030 m, y desemboca en el Danubio cerca de Somovit. El río tiene una cuenca hidrográfica de 3.220 km², sus principales afluentes son Kamenska reka, Kalnik y Tuchenitsa.
Las ciudades en el río incluyen Teteven, Pleven, Dolni Dabnik, Dolna Mitropoliya y Gulyantsi.
El nombre del río viene del tracio Utus, una palabra para «agua» (cf. IE *udes).